# Svend Carlsen
Svend Carlsen (ur. 28 kwietnia 1938 we Frederiksbergu) – duński biegacz narciarski, dwukrotny olimpijczyk. Mąż olimpijki Kirsten Carlsen.

## Osiągnięcia

### Igrzyska olimpijskie
| Miejsce | Dzień       | Rok  | Miejscowość | Konkurencja             | Czas biegu  | Strata       | Zwycięzca         |
| ------- | ----------- | ---- | ----------- | ----------------------- | ----------- | ------------ | ----------------- |
| 53.     | 30 stycznia | 1964 | Innsbruck   | 30 km stylem klasycznym | 1:46:35,9 h | +15:45,2 min | Eero Mäntyranta   |
| 57.     | 2 lutego    | 1964 | Innsbruck   | 15 km stylem klasycznym | 1:00:20,7 h | +9:26,6 min  | Eero Mäntyranta   |
| 53.     | 7 lutego    | 1968 | Grenoble    | 30 km stylem klasycznym | 1:50:51,8 h | +15:12,6 min | Franco Nones      |
| 57.     | 10 lutego   | 1968 | Grenoble    | 15 km stylem klasycznym | 56:09,5 min | +8:16,3 min  | Harald Grønningen |